# Geogarypus pulcher
Geogarypus pulcher är en spindeldjursart som beskrevs av Beier 1963. Geogarypus pulcher ingår i släktet Geogarypus och familjen Geogarypidae. Inga underarter finns listade i Catalogue of Life.